# Сантини, Стивен
Сти́вен Ма́йкл Санти́ни (англ. Steven Michael Santini; 7 марта 1995, Бронксвилль, Нью-Йорк, США) — американский хоккеист, защитник системы клуба НХЛ «Тампа-Бэй Лайтнинг».

## Клубная карьера

### Юниорская карьера
Будучи подростком Сантини играл в Международном турнире по хоккею с шайбой 2008 года в Квебеке с подростковой хоккейной командой «Нью-Йорк Рейнджерс». С 2011 по 2013 год играл в хоккейной лиге США за юниорскую сборную США до 18 лет. До этого Сантини учился в католической средней школе им. Джона Ф. Кеннеди в Сомерсе, штат Нью-Йорк, после чего переехал в Анн-Арбор, штат Мичиган, для участия в Программе развития национальной сборной США по хоккею.
С 2013-го по 2016-й год выступал за Бостонский колледж в Национальной ассоциации студенческого спорта. В своём первом сезоне в Бостонском колледже Сантини выступал в топ-4 защитников с «Иглз», заработав репутацию силового защитника, при этом забив 3 гола и набрав 11 очков за сезон. В 2014 году был включён во Всеамериканскую сборную новичков Hockey East. В своём втором сезоне за Бостонский колледж Сантини начал сезон в паре с новичком Ноа Ханифином в качестве топ-2 защитников «Иглз», однако сыграл только в четырёх играх в начале сезона, после чего выбыл на 16 игр из-за травмы запястья. Он перенёс операцию и вернулся в состав лишь после новогоднего перерыва. В 2016 году Сантини был признан лучшим защитником обороняющегося плана в Hockey East.

### Профессиональная карьера

#### Нью-Джерси Девилз
Перед драфтом НХЛ 2013-го года котировался как игрок, который может быть выбран в 1-м раунде. На драфте НХЛ 2013 был выбран во 2-м раунде под общим 42-м номером командой «Нью-Джерси Девилз».
9 апреля 2016 года подписал трёхлетний контракт новичка с «Нью-Джерси». Через день провел первую игру в НХЛ против «Торонто Мейпл Лифс», не отметившись баллами за результативность, но получив показатель полезности «+2». Свое первое очко в НХЛ набрал 2 января 2017 года против «Бостон Брюинз», а первый гол забил 12 января 2017 года Кэму Тэлботу из «Эдмонтон Ойлерз».
14 августа 2018 года подписал новый трёхлетний контракт с «Девилз» на общую сумму $ 4.25 млн. Всего за «Нью-Джерси Девилз» провёл 114 матчей, набрав 21 (5+16) очко.

#### Нэшвилл Предаторз
22 июня 2019 года был обменян в «Нэшвилл Предаторз» как часть сделки вместе с Джереми Дэвисом и двумя драфт-пиками второго раунда 2019 и 2020 годов на защитника Пи-Кея Суббана. В сезоне 2019/20 провёл лишь 2 игры за «хищников», не набрав очков. 7 октября 2020 года контракт Сантини, а также Кайла Терриса были выкуплены «Нэшвиллом».

#### Сент-Луис Блюз
10 октября 2020 года подписал двухсторонний однолетний контракт с «Сент-Луис Блюз» на сумму $ 700 тыс. Сезон 2020/21 начал в фарм-клубе «Блюз» — «Ютике Кометс», проведя 5 матчей с 2 (1+1) набранными очками, после чего был вызван в основную команду и помещён в "taxi squad", что позволяло ему тренироваться в составе «Блюз». 26 апреля 2021 года Сантини провёл первый матч в составе «Сент-Луиса» в игре против «Колорадо Эвеланш», появившись на льду в качестве седьмого защитника и не набрав очков. 4 мая «Блюз» подписали новый двухсторонний контракт с Сантини, рассчитанный на 2 года, на общую сумму $ 1,5 млн. 13 мая Стивен набрал первое очко в составе «Сент-Луиса», отдав результативную передачу. 21 мая американец провёл свою первую игру в плей-офф НХЛ в матче против «Колорадо Эвеланш», не набрав очков.

#### Онтарио Рейн
1 июля 2023 года подписал однолетний контракт с «Лос-Анджелес Кингз», покинув после трёх лет организацию «Сент-Луиса».

#### Тампа-Бэй Лайтнинг
1 июля 2024 года подписал однолетний контракт с «Тампа-Бэй Лайтнинг».

## Международная карьера
Неоднократно вызывался в сборную США на юниорском уровне. В 2013 году на Чемпионате мира до 18 лет в Сочи был признан лучшим защитником турнира, а также стал серебряным призёром. В 2016 году участвовал в Чемпионате мира, который проходил в России, в котором сборная США заняла четвёртое место.

## Личная жизнь
Дед Стивена, Боб, тренировал хоккей в Академии Маунт-Сент-Майкл в Бронксе и основал Католическую хоккейную лигу средней школы, которая стала частью Католической Спортивной ассоциации средних школ Нью-Йорка. Отец Сантини, Стив, играл в хоккей в колледже в штате Мэн, а его дядя Роб - в «Айоне». Стив и Роб позже открыли ледовую арену в Брюстере, штат Нью-Йорк, где Сантини вырос, играя в хоккей. Три сестры Сантини также посещали католическую среднюю школу Джона Ф. Кеннеди.
Сантини — католик, и его решение поступить в Бостонский колледж было частично основано на том, что оно является иезуитским учреждением.

## Статистика

### Клубная статистика
| 2009/10     | Брюстер Булдогс       | EmJHL       | 17  | 1 | 5  | 6  | 42 | — | — | — | — | — |
| 2010/11     | Нью-Йорк Эплл Кор     | EJHL        | 44  | 3 | 14 | 17 | 26 | 5 | 0 | 1 | 1 | 0 |
| 2011/12     | Юниорская сборная США | USHL        | 36  | 1 | 4  | 5  | 41 | 2 | 0 | 1 | 1 | 0 |
| 2012/13     | Юниорская сборная США | USHL        | 25  | 0 | 5  | 5  | 6  | — | — | — | — | — |
| 2013/14     | Бостон Колледж Иглз   | HE          | 35  | 3 | 8  | 11 | 52 | — | — | — | — | — |
| 2014/15     | Бостон Колледж Иглз   | HE          | 22  | 1 | 4  | 5  | 20 | — | — | — | — | — |
| 2015/16     | Бостон Колледж Иглз   | HE          | 41  | 1 | 18 | 19 | 50 | — | — | — | — | — |
| 2015/16     | Нью-Джерси Девилз     | НХЛ         | 1   | 0 | 0  | 0  | 2  | — | — | — | — | — |
| 2016/17     | Нью-Джерси Девилз     | НХЛ         | 38  | 2 | 5  | 7  | 14 | — | — | — | — | — |
| 2016/17     | Олбани Девилз         | АХЛ         | 20  | 0 | 2  | 2  | 35 | 4 | 0 | 2 | 2 | 0 |
| 2017/18     | Нью-Джерси Девилз     | НХЛ         | 36  | 2 | 8  | 10 | 21 | — | — | — | — | — |
| 2017/18     | Бингемтон Девилз      | АХЛ         | 27  | 3 | 3  | 6  | 8  | — | — | — | — | — |
| 2018/19     | Нью-Джерси Девилз     | НХЛ         | 39  | 1 | 3  | 4  | 16 | — | — | — | — | — |
| 2018/19     | Бингемтон Девилз      | АХЛ         | 3   | 0 | 0  | 0  | 0  | — | — | — | — | — |
| 2019/20     | Милуоки Эдмиралс      | АХЛ         | 54  | 2 | 10 | 12 | 39 | — | — | — | — | — |
| 2019/20     | Нэшвилл Предаторз     | НХЛ         | 2   | 0 | 0  | 0  | 2  | — | — | — | — | — |
| 2020/21     | Ютика Кометс          | АХЛ         | 5   | 1 | 1  | 2  | 4  | — | — | — | — | — |
| 2020/21     | Сент-Луис Блюз        | НХЛ         | 3   | 0 | 1  | 1  | 0  | 2 | 0 | 0 | 0 | 0 |
| Всего в НХЛ | Всего в НХЛ           | Всего в НХЛ | 119 | 5 | 17 | 22 | 55 | 2 | 0 | 0 | 0 | 0 |

### Международная статистика
| Год                                         | Сборная                                     | Турнир                                      | Место                                       |    | И | Г | П | О  | Ш |
| ------------------------------------------- | ------------------------------------------- | ------------------------------------------- | ------------------------------------------- | -- | - | - | - | -- | - |
| 2012                                        | США (юн.)                                   | МКВ                                         | 2                                           | 5  | 1 | 0 | 1 | 16 |   |
| 2013                                        | США (юн.)                                   | ЮЧМ                                         | 2                                           | 7  | 0 | 0 | 0 | 0  |   |
| 2014                                        | США (мол.)                                  | МЧМ                                         | 5-е                                         | 5  | 1 | 0 | 1 | 4  |   |
| 2016                                        | США                                         | ЧМ                                          | 4-е                                         | 10 | 0 | 0 | 0 | 2  |   |
| Всего за юниорскую и молодёжную сборную США | Всего за юниорскую и молодёжную сборную США | Всего за юниорскую и молодёжную сборную США | Всего за юниорскую и молодёжную сборную США | 17 | 2 | 0 | 2 | 20 |   |
| Всего за основную сборную США               | Всего за основную сборную США               | Всего за основную сборную США               | Всего за основную сборную США               | 10 | 0 | 0 | 0 | 2  |   |